# Sphaerocobaltit
Spherocobaltit hay sphaerocobaltit là một khoáng vật cacbonat cobalt, có công thức hóa học CoCO3. Ở dạng tinh khiết, nó có màu đỏ hồng, nhưng khi có tạp chất nó có thể cho màu nâu hồng đến nhạt. Khoáng vật này kết tinh theo hệ ba phương.